# Lądowisko Głogów-Szpital
Lądowisko Głogów-Szpital – lądowisko sanitarne w Głogowie, w województwie dolnośląskim, położone przy ul. Kościuszki 15. Przeznaczone jest do wykonywania startów i lądowań śmigłowców sanitarnych i ratowniczych w dzień i w nocy o dopuszczalnej masie startowej do 5700 kg.
Zarządzającym lądowiskiem jest Zespół Opieki Zdrowotnej w Głogowie. W roku 2012 zostało wpisane do ewidencji lądowisk Urzędu Lotnictwa Cywilnego pod numerem 124.